# Кеннедайн, Дэвид
Сэр Дейвид Кеннедайн (англ. David N. (Nicholas) Cannadine; род. 7 сентября 1950, Бирмингем, Уорикшир) — британский историк, специалист по современной Британии и её империи. Профессор Принстона, где трудится с 2008 года. Президент Британской академии (2017—2021). Иностранный член Американского философского общества (2019). Автор высоко оцененного труда «Упадок и конец британской аристократии» (1990).
Редактор Oxford Dictionary of National Biography.

## Биография
Вырос в Бирмингеме.
Образование получил в Оксфорде, Кембридже (где изучал экономическую и социальную историю) и Принстоне. В 1975—1988 годах был членом Крайст-колледжа Оксфордского университета и преподавал в Колумбийском университете. Ныне директор Института исторических исследований Лондонского университета, работает литературным обозревателем в прессе, ведет передачи на радио и телевидении.
Именной профессор (Dodge Professor) истории Принстона, в котором трудится с осени 2008 года.
Член редколлегии Past & Present, являлся её зампредом. Редактор серии Penguin History of Britain.
Автор 12 книг и редактор 13-ти.
Автор многих работ, среди которых «Господа и землевладельцы: аристократия и города, 1774—1967» (1980), высоко оцененная «Упадок и конец британской аристократии» (1990) и другие. Один из авторов сборника «Изобретение традиции» (1983) и одноимённой исторической концепции.
Также автор The Undivided Past: Humanity Beyond Our Differences (University of Chicago Press, 2012), George V: The Unexpected King (Allen Lane, 2014), The Right Kind of History: Teaching the Past in Twentieth-Century England (Palgrave Macmillan, 2015), Margaret Thatcher: A Life and Legacy (Oxford University Press, 2017).
Автор, называемой его magnum opus, Victorious Century: The United Kingdom, 1800—1906 ([London], UK : Allen Lane, 2017; Нью-Йорк: Viking, 2017, 2018; USA: Penguin Books, 2019) {Рец.: Newman Studies Journal, FT, Victorian Studies, Church Times, Вашингтон таймс, H-Soz-Kult}, высоко оцененной A. N. Wilson, рецензиями отозвались также Timothy Larsen, David Aaronovitch, John Bew (historian), Пол Кеннеди, Daniel Johnson (journalist), Maya Jasanoff, Jane Ridley, Geoffrey Wheatcroft.
В 2018 году издал книгу «Черчилль. Государственный деятель как художник», в которой рассказал о любимом хобби британского политика и опубликовал его основные теоретические работы, связанные с живописью.
Супруг Линды Колли.